# Фернандо VI
Фернандо VI де Бурбон (на испански: Fernando VI de Borbón; * 23 септември 1713; † 10 август 1759) е крал на Испания от 1746 до смъртта си.

## Произход и ранни години
Фернандо е роден на 23 септември 1713 в Мадрид, Испания. Той е втори син на крал Филип V и първата му съпруга Мария-Луиза Савойска.
През февруари 1714, само няколко месеца след раждането на Фернандо, майка му умира, а кралският дворец отваря врати за втората съпруга на Филип V, Изабела (Елизабет) Фарнезе. Новата кралица се оказва властна жена, която гледа на заварените си синове Луис I и Фернандо като на заплаха за бъдещето на собствените си деца. Хипохондрията на Филип V е причина в двореца да започнат да се разпореждат Елизабет и любовниците ѝ. Смъртта на по-големия брат на Фернандо крал Луис I през 1724 г. превръща Фернандо в новия престолонаследник, но засилва още повече влиянието на Елизабет, чийто меланхоличен съпруг отново заема престола.
В тази обстановка Фернандо израства като меланхоличен, срамежлив и недоверчив младеж. Изключително подреден и сдържан, той не обича да действа прибързано и отбягва взимането на необмислени решения. Въпреки това Фернандо проявява изненадваща решителност, когато обстоятелствата го налагат. Така той без колебание пресича опасните интриги на своя министър Зенон де Бенгоенха, маркиз де Енсенада, като го отстранява от власт и го хвърля в затвора.
Единствените удоволствия за Фернандо са стрелбата, музиката, изкуството и книгите, поради което той е наречен Фернандо Учения.
През 1729 г. Фернандо се жени за португалската инфанта Мария Барбара де Браганса, дъщеря на португалския крал Жуау V и Мария-Анна Австрийска (1683 – 1754). Обикновеният вид на португалската принцеса според някои наблюдатели е причина Фернандо да изпадне в шок, когато за първи път вижда годеницата си. Въпреки това двамата скоро се привързват силно един към друг.

## Крал на Испания (1746 – 1759)

### Начало на управлението
Фернандо се възкачва на испанския престол на 9 юли 1746 г. Фернандо VI обаче получава тежко наследство. Испания се намира във война с Австрия, а в испанския кралски двор се разпореждат хората на Елизабет Фернезе. Новият крал започва управлението си с отстраняването на италианските фаворити на Елизабет от двора.
През 1748 г. Фернандо VI прекратява участието на Испания във Войната за австрийското наследство и започва да води политика на строг неутралитет в последвалия конфликт между Франция и Англия, като отказва да подкрепи, която и да е от двете страни.
Водачи на отделните групировки в кралския двор по време на Фернандо VI са франкофилът Маркиз де Енсенада и англофилът Хосе де Карвахал и Ланкастър. Борбата между двете фракции приключва през 1754 г. със смъртта на Ланкастър и низвергването на Маркиз де Енсенада, което издига друг чужденец, Рикардо Вал, до най-влиятелната позиция в двора.

### Проектът на Енсенада
Най-важните задачи пред управлението на крал Фернадо VI са определени от Маркиз де Енсенада, министър на финансите, на флота и на Индиите. Той внушава на Фернандо VI, че държавата трябва да подпомага модернизацията на икономиката. За него това е от първостепенно значение за възвръщането на външнополитическата мощ на Испания, така че Франция и Великобритания да бъдат принудени да се съобразяват с испанските интереси.

#### Реформи
По внушение на Енсенада Фернандо VI одобрява:
- Реформирането на фиска, извършено през 1749 г. от Енсенада. Той предлага замяна на традиционните данъци с прогресивно-подоходен кадастрален данък, чийто размер е съобразен с икономическата активност и имущественото състояние на всеки данъкоплатец. Освен това Енсенада предлага намаляване на държавната субсидия за Кортесите и понижаване на военните разходи. Последното предложение се проваля поради острата съпротива от страна на Кортесите и благородниците.
- Създаването на банка Giro Real през 1752 г., която монополизира трансфера на частни и публични капитали зад граница, запазвайки в полза на фиска всички такси, които се плащат при валутни операции.
- Стимулирането на търговията в Индиите чрез унищожаване на монопола над колониалната търговия. За целта той заменя регистрацията на търговските флотилии с регистрация на отделните търговски кораби. Новата система унищожава монопола на големите търговски флотилии и галеони, така че всеки частен испански кораб, чийто собственик има регистрация, да може свободно да осъществява търговия с колониите в Америка. Това увеличава годишните приходи от търговията с колониите и намалява измамите.
- Модернизирането на флота. Според Енсенада силният флот е основата, върху която трябва да бъде възстановена Испанската морска хегемония. За целта Енсенада увеличава бюджета на флота, разширява и модернизира корабостроителниците в Кадис, Ферол, Картахена и Хавана.
- Обновяване на отношенията с църквата, които са обтегнати от времето на Филип V заради подкрепата на папата към претендента за испанската корона, Карлос III. Държавната политика в това отношение е насочена към извличане на колкото е възможно повече политически и финансови облаги от църквата. За целта през 1753 е подписан т.нар. Конкорд, с който папа Бенедикт XIV преотстъпва правото си на върховно попечителство над испанската църква на Испанската корона, което осигурява по-големи финансови постъпления на държавната хазна от църковните имоти и по-голям контрол над духовенството.
- Културното обновление. С негова подкрепа през 1752 е създадена Кралската академия за изящни изкуства „Сан Фернандо“, ботаническа градина и обсерватория[1]. Дворът започва да финансира известни композитори като Скарлати и Фаринели, кралското семейство организира множество концерти, оперни и театрални постановки.

### Външна политика
По време на Войната за австрийското наследство и на Седемгодишната война Испания реорганизира военната си мощ.
По време на Фернандо VI Испания се намира в обтегнати отношения с Португалия главно заради португалската колония Сакраменто, която е главен пункт за проникването на английски контрабандни стоки в Рио де ла Плата. През 1750 г. с помощта на Хосе де Карвахал Испания и Португалия стигат до споразумение, според което Португалия се отказва от колонията и от правото си за свободно плаване по Рио де ла Плата, в замяна на което Испания ѝ преотстъпва два региона по границата с Бразилия, като в единия се намирали седем йезуитски града. Освен това Испания се задължила да отзове йезуитските мисионери от тези градове, тъй като те предизвикали конфликт с племето гуарани, който продължил около единадесет години. Това споразумение предизвиква криза в испанския двор. Енсенада, който фаворизирал йезуитите, и кралският изповедник, отец Раваго, който бил член на Обществото на Исус, са уволнени заради опитите си да провалят преговорите между Испания и Португалия.

### Край на управлението
Съпругата на Фернандо VI умира на 27 август 1758 г. Силно привързан към съпругата си, кралят изпада в дълбока депресия, причинена от непреодоляната скръб по покойната кралица. Отчаянието приковава краля към леглото. Той дори не бил способен да се облече сам, а в моменти на съвземане скитал из парковете на двореца немит, необръснат и по нощно бельо. Спомените на граф Фернан Нунез дават шокиращо описание на последните моменти от живота на Фернандо VI.
Кралят умира на 10 август 1759 г. Наследен е от брат си, Карлос III.